# 法華 (名古屋市)
法華（ほっけ）は、愛知県名古屋市中川区にある町名。現行行政地名は法華一丁目から法華二丁目と法華町。住居表示未実施。法華町には6つの小字が設置されている。

## 地理
名古屋市中川区の中央部の南側に位置する。法華一丁目から二丁目は、東に中島新町、北東に中郷、西に高杉町、北西に法華西町、南に西中島、北に中花町に接する。
法華町は町名整理により大部分が他の町名に編入されたため、現在は愛知県道229号八田停車場線の道路用地や庄内用水稲葉地井筋の河川用地にのみ残存している。周囲は法華西町に接する。

## 歴史

### 町名の由来
江戸期の愛知郡法花村を前身とする。『尾張国地名考』によれば、村内に法華宗（日蓮宗）の寺があることに由来するという。さらに『徇行記』には、村内の農民の7割が日蓮宗に帰依しており、村には神社が存在しないと記している。ただし、神社については後に神明社が建立されている。

### 行政区画の変遷
- 1889年（明治22年）10月1日 - 愛知郡法花村が合併に伴い、同郡一柳村大字法華となる[2]。
- 1906年（明治39年）5月10日 - 合併に伴い、愛知郡荒子村大字法華となる[2]。
- 1921年（大正10年）8月22日 - 合併に伴い、名古屋市南区法華町となる[2]。
- 1937年（昭和12年）10月1日 - 中川区編入に伴い、同区法華町となる[2]。
- 1938年（昭和13年）12月16日 - 一部が昭和橋通に編入される[3]。
- 1944年（昭和19年）6月20日 - 一部が法華西町に編入される[2]。
- 1959年（昭和34年）5月1日 - 一部が打出本町に編入される[2]。
- 1974年（昭和49年）2月23日 - 法華町の一部により、法華一丁目および法華二丁目がそれぞれ成立する[2]。また、一部が高杉町[3]・法華西町[2]・中花町[4]に編入される。
- 1977年（昭和52年）5月1日 - 法華一丁目に中郷町の一部が編入される[2]。
- 1980年（昭和55年）7月20日 - 法華二丁目に高杉町・法華町の各一部が編入される[2]。
- 1982年（昭和57年）5月16日 - 法華一丁目に中島新町の一部、法華二丁目に昭和橋通・中島新町・法華町の各一部がそれぞれ編入される[2]。また、法華町は法華二丁目・中島新町二丁目および中島新町三丁目・中郷五丁目に編入される[2]。

## 世帯数と人口
2019年（平成31年）2月1日現在の世帯数と人口は以下の通りである。
| 丁目       | 世帯数  | 人口    |
| ---------- | ------- | ------- |
| 法華一丁目 | 339世帯 | 776人   |
| 法華二丁目 | 170世帯 | 354人   |
| 計         | 509世帯 | 1,130人 |

### 人口の変遷
国勢調査による人口の推移
| 1995年（平成7年）  | 953人   | [ WEB 5 ] |  |
| 2000年（平成12年） | 911人   | [ WEB 6 ] |  |
| 2005年（平成17年） | 964人   | [ WEB 7 ] |  |
| 2010年（平成22年） | 928人   | [ WEB 8 ] |  |
| 2015年（平成27年） | 1,083人 | [ WEB 9 ] |  |

## 学区
市立小・中学校に通う場合、学校等は以下の通りとなる。また、公立高等学校に通う場合の学区は以下の通りとなる。
| 丁目       | 番・番地等 | 小学校               | 中学校               | 高等学校 |
| ---------- | ---------- | -------------------- | -------------------- | -------- |
| 法華一丁目 | 全域       | 名古屋市立中島小学校 | 名古屋市立高杉中学校 | 尾張学区 |
| 法華二丁目 | 全域       | 名古屋市立中島小学校 | 名古屋市立高杉中学校 | 尾張学区 |

## 施設
- 名古屋共立病院
- 法華公園
- 名古屋市営バス中川営業所
- 長傳寺（長伝寺）

山号は学立山と号する日蓮宗の寺院。1662年（寛文2年）開基。
- 妙伝寺[5]

山号は清長山と号する日蓮宗の寺院。
- 神明社

法華一丁目。祭神として天照大御神。新田開発に伴って祀られるようになった社。

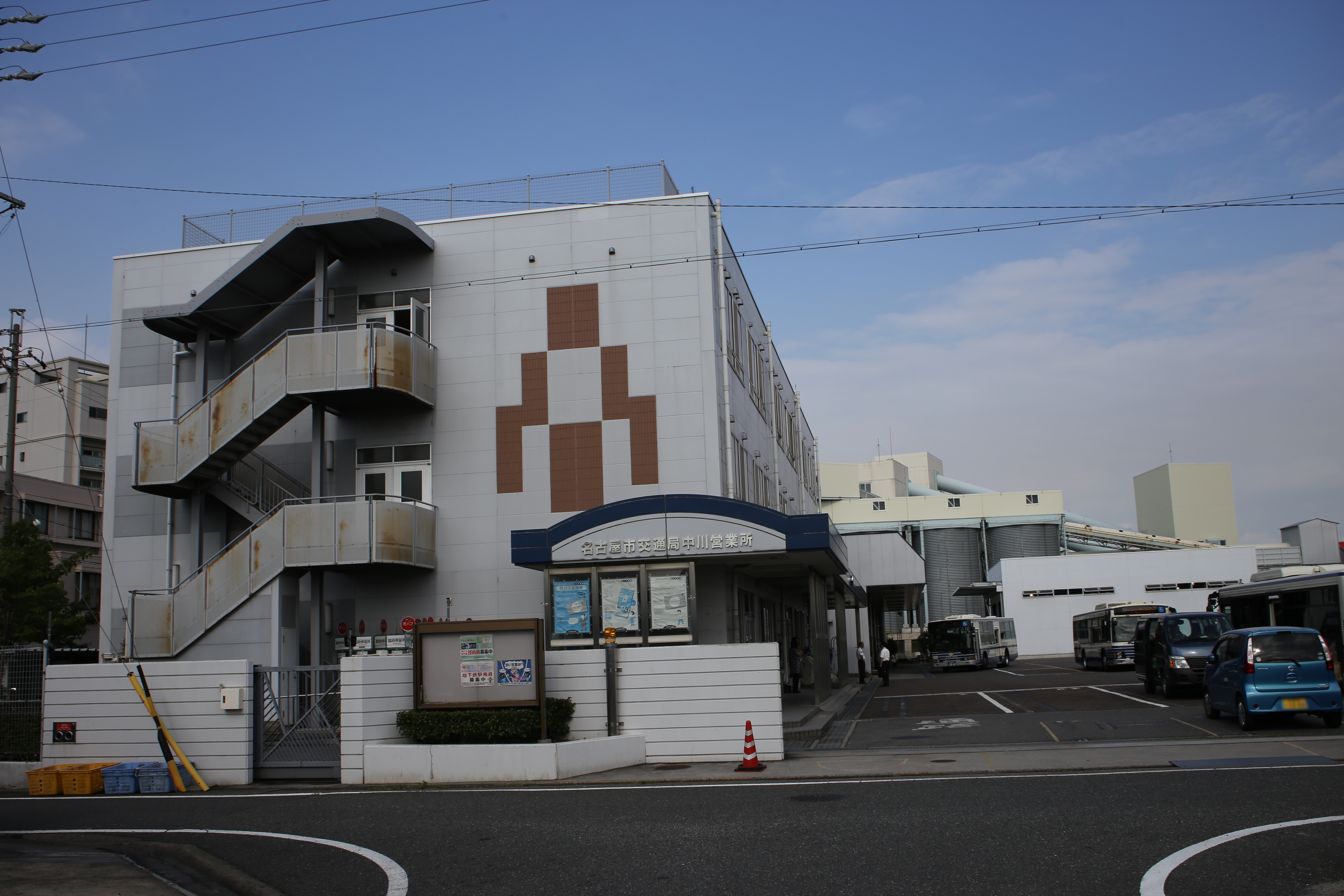
名古屋市営バス中川営業所（2016年7月）

## その他

### 日本郵便
- 郵便番号 : 454-0933[WEB 2]（集配局：中川郵便局[WEB 12]）。

### WEB
1. 1 2  “町・丁目(大字)別、年齢(10歳階級)別公簿人口(全市・区別)”.   名古屋市 (2019年2月20日). 2019年2月20日閲覧。
2. 1 2  “郵便番号”.  日本郵便. 2019年2月10日閲覧。
3. ↑  “市外局番の一覧”.   総務省. 2019年1月6日閲覧。
4. ↑  “中川区の町名一覧”.   名古屋市 (2015年10月21日). 2019年2月13日閲覧。
5. ↑  総務省統計局 (2014年3月28日). “平成7年国勢調査の調査結果(e-Stat) - 男女別人口及び世帯数 －町丁・字等” (CSV). 2019年4月27日閲覧。
6. ↑  総務省統計局 (2014年5月30日). “平成12年国勢調査の調査結果(e-Stat) - 男女別人口及び世帯数 －町丁・字等” (CSV). 2019年4月27日閲覧。
7. ↑  総務省統計局 (2014年6月27日). “平成17年国勢調査の調査結果(e-Stat) - 男女別人口及び世帯数 －町丁・字等” (CSV). 2019年4月27日閲覧。
8. ↑  総務省統計局 (2012年1月20日). “平成22年国勢調査の調査結果(e-Stat) - 男女別人口及び世帯数 －町丁・字等” (CSV). 2019年4月27日閲覧。
9. ↑  総務省統計局 (2017年1月27日). “平成27年国勢調査の調査結果(e-Stat) - 男女別人口及び世帯数 －町丁・字等” (CSV). 2019年4月27日閲覧。
10. ↑  “市立小・中学校の通学区域一覧”.   名古屋市 (2018年11月10日). 2019年1月14日閲覧。
11. ↑  “平成29年度以降の愛知県公立高等学校（全日制課程）入学者選抜における通学区域並びに群及びグループ分け案について”.   愛知県教育委員会 (2015年2月16日). 2019年1月14日閲覧。
12. ↑  郵便番号簿 平成29年度版 - 日本郵便. 2019年02月10日閲覧 (PDF)

### 書籍
1. 1 2 3  名古屋市計画局 1992, p. 491.
2. 1 2 3 4 5 6 7 8 9 10 11 12  名古屋市計画局 1992, p. 817.
3. 1 2  名古屋市計画局 1992, p. 816.
4. ↑  名古屋市計画局 1992, p. 818.
5. 1 2 3 4  山田寂雀 1982, p. 163.
6. 1 2 3  山田寂雀 1982, p. 162.